# Mocama
 (mars 2021).
Si vous disposez d'ouvrages ou d'articles de référence ou si vous connaissez des sites web de qualité traitant du thème abordé ici, merci de compléter l'article en donnant les références utiles à sa vérifiabilité et en les liant à la section « Notes et références ».

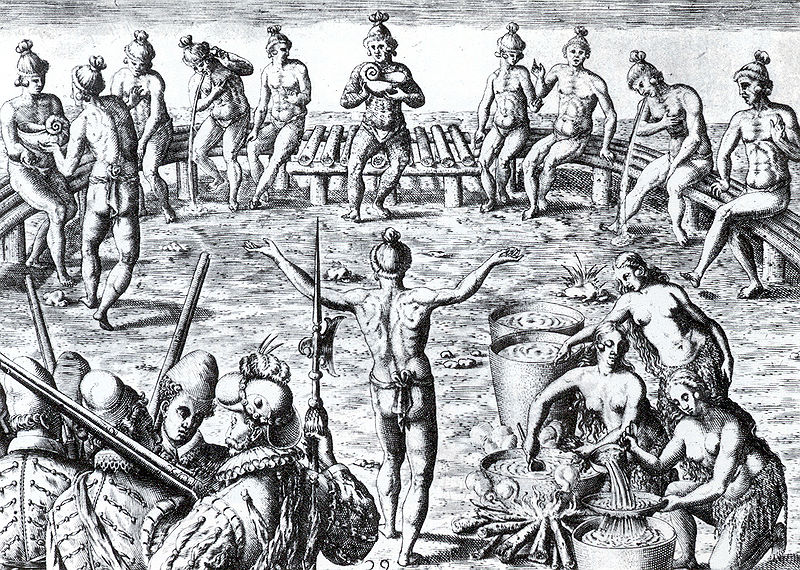
Guerriers Mocamas de la Nation Timucua en 1562 (gravure de Théodore de Bry d'après un dessin de Jacques Le Moyne de Morgues).

Le peuple Mocama est un groupe  d'Amérindiens qui vivaient au Nord de la Floride et en Géorgie depuis 2500 ans avant Jésus Christ et jusqu'au moment de l'arrivée des premiers Européens. 

## Présentation
Les Mocamas formaient un groupe dialectal au sein de la famille linguistique Timucua.
Le peuple Mocama était composé de différentes chefferies et vivait dans de nombreux villages. Parmi les principales communautés Mocamas, il y avait les Saturiwas, les Tacatacurus, les Utinas et les Potanos. 
Les Mocamas vivaient sur les rives du fleuve Saint Johns, sur l'actuelle ville de Palatka et jusqu'au lac George dans la région d'Ocala. Leur territoire couvrait le Nord de la Floride et une partie de la Géorgie.

## Conflits chez les Mocamas
Certaines tribus Mocamas étaient en conflits depuis longtemps. L'arrivée des Européens va leur donner une dimension nouvelle. 
En 1562, lors de l'arrivée des colons Huguenots français sur la côte de la colonie de Floride française, les Saturiwas et les Tacatacurus accueillirent les Français avec dévotion et les aidèrent à édifier le bastion de Charlesfort puis celui de Fort Caroline. Ils s'allièrent aux Français dans leur lutte contre les Utinas qui prirent le parti des Espagnols lors du conflit entre les deux puissances européennes. 
Comme d'autres peuples amérindiens de Floride et de Géorgie, les Mocamas furent décimés par de nouvelles maladies infectieuses et par les guerres à travers le XVIIe siècle. Ils disparurent au début du XVIIIe siècle. Les rares survivant Mocamas vraisemblablement fusionnèrent avec d'autres membres des anciennes tribus Timucua et perdirent leur propre identité.